# 光州广播
光州广播（韓語：광주방송）是韩国光州广域市和全罗南道的民间广播公司，于1995年5月14日开播，其总部位于光州广域市南区社稷洞。

## 广播服务
- 电视
  - 呼号：HLDH-DTV
  - 虚拟频道：6-1
- 调频广播（KBC My FM）
  - 频率：101.1,104.3,96.7,90.7MHz
  - 开播日期：1998年2月2日
  - 呼号：HLDH-FM